# 飛騨金山花火大会
飛騨金山花火大会（ひだかなやまはなびたいかい）は、毎年8月13日に岐阜県下呂市金山町で開催される花火大会。(雨天・増水時は8月15日に延期。)

## 概要

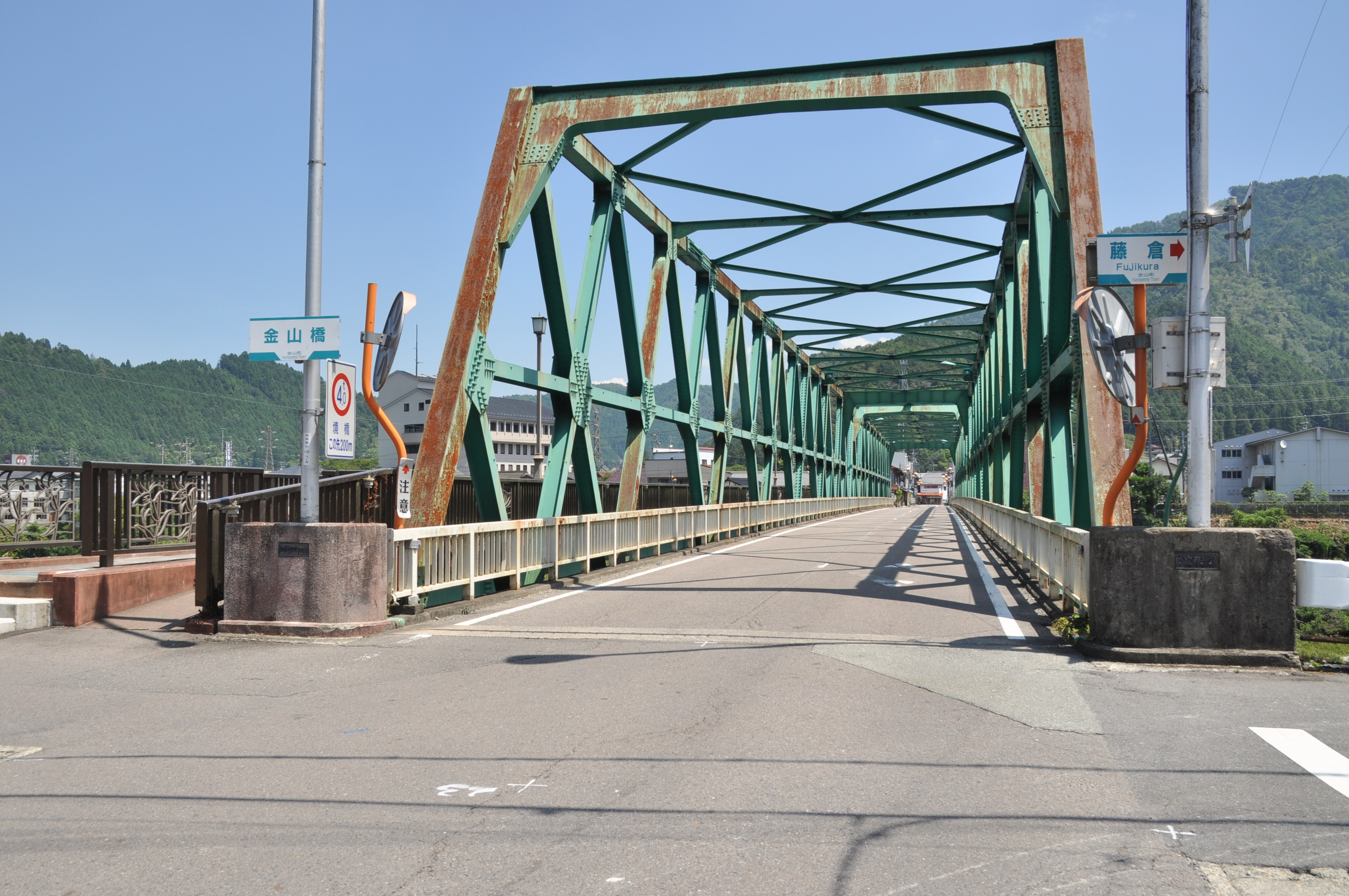
会場となる金山橋

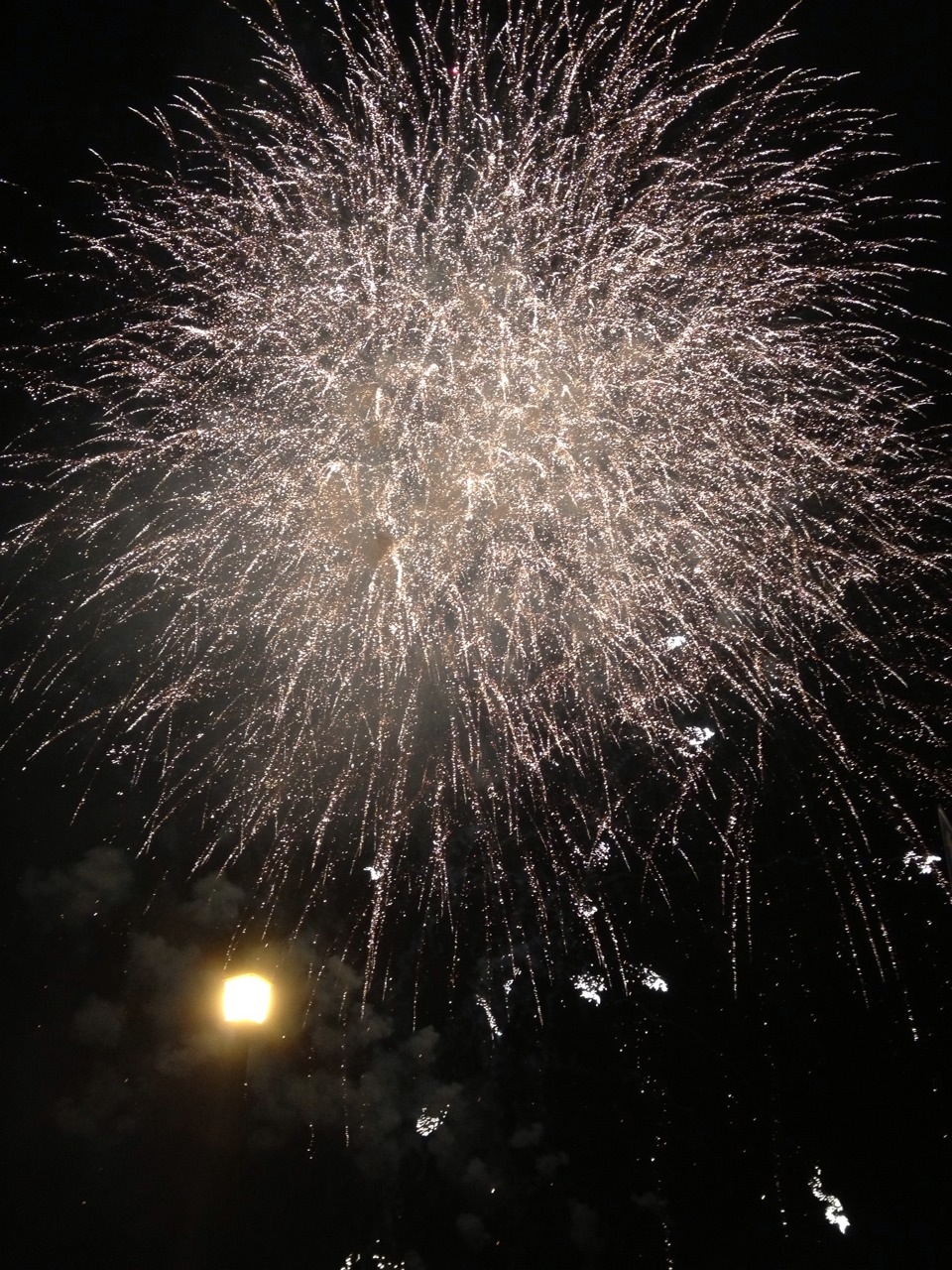
2013年飛騨金山花火大会

- 飛騨川・馬瀬川合流点である金山橋付近にて、20時から開催される。打ち上げ場所と観覧場所が近く、四方を山に囲まれており花火の音が反響し迫力がある。
- 会場から徒歩約1分の下呂市立金山小学校・金山市民グラウンドが臨時駐車場になる。(1台500円)
- 新型コロナウイルス感染症（COVID-19）の世界的流行を受けて、2020年～2023年は開催中止となった。2024年より再開した。

## アクセス
- JR高山本線飛騨金山駅より徒歩約3分。
- 東海環状自動車道富加関ICより、岐阜県道58号関金山線、国道41号を経由し40分。
- 美濃加茂ICからは、国道41号を経由し約50分。または、東海北陸自動車道郡上八幡ICから岐阜県道86号金山明宝線を経由し約1時間。
- 東海北陸自動車道美並ICから、美濃東部広域農道を経由し約40分。